# Geert Cirkel
Geert Anne Cirkel (* 20. Oktober 1978 in Dordrecht) ist ein ehemaliger niederländischer Ruderer. Er gewann zwei Silber- und zwei Bronzemedaillen bei Weltmeisterschaften.

## Karriere
Der etwa 1,98 m große Geert Cirkel belegte 1996 mit dem Zweier ohne Steuermann den elften Platz bei den Junioren-Weltmeisterschaften. 1997 debütierte er im niederländischen Achter und belegte den siebten Platz bei den Weltmeisterschaften. 1998 erreichte er mit dem Achter erstmals ein A-Finale im Weltcup und belegte den sechsten Platz in Hazewinkel. 2000 belegte er in München den dritten Platz. Bei der Olympiaregatta 2000 in Sydney verpasste der niederländische Achter das A-Finale und belegte den achten Platz.
2001 ruderte Cirkel im niederländischen Doppelvierer. Die Niederländer siegten im Weltcup in Sevilla und belegten den dritten Platz in München. Bei den Weltmeisterschaften in Luzern siegte der deutsche Doppelvierer, dahinter erhielten Geert Cirkel, Dirk Lippits, Diederik Simon und Michiel Bartman Silber vor den Italienern. 2002 trat Cirkel im Weltcup im Zweier ohne Steuermann an, bei den Weltmeisterschaften in Sevilla erreichte er den fünften Platz im Vierer ohne Steuermann. 2003 war Cirkel wieder Mitglied des Doppelvierers, der aber nur den 12. Platz bei den Weltmeisterschaften in Mailand belegte.
2005 trat Cirkel wieder im Vierer ohne Steuermann an und erreichte hinter den Briten den zweiten Platz beim Weltcup in Luzern. Bei den Weltmeisterschaften in Gifu siegten ebenfalls die Briten, dahinter erhielten Geert Cirkel, Jan-Willem Gabriëls, Matthijs Vellenga und Gijs Vermeulen die Silbermedaille vor den Kanadiern. 2006 traten die Niederländer in der gleichen Besetzung an und gewannen hinter den Briten und den Deutschen die Bronzemedaille bei den Weltmeisterschaften in Eton. 2007 belegten die Niederländer im Weltcup zweimal den zweiten Platz und siegten in Luzern. Bei den Weltmeisterschaften in München gewannen die Neuseeländer vor den Italienern, dahinter erkämpften Cirkel, Vellenga, Gabriëls und Vermeulen Bronze. In der Olympiasaison 2008 belegten die vier Niederländer den vierten Platz beim Weltcup in München, wurden hinter den Australiern Zweite in Luzern und siegten vor den Briten beim Weltcup-Finale in Posen. Bei den Olympischen Spielen in Peking verpassten die Niederländer das A-Finale und belegten schließlich den achten Platz.